# Listă de filme de comedie din anii 1940
Aceasta este o listă de filme de comedie din anii 1940.
| 1940 |
| '    |
| 1941 |
| '    |
| 1942 |
| '    |
| 1943 |
| '    |
| 1944 |
| '    |
| 1945 |
| '    |
| 1946 |
| '    |
| 1947 |
| '    |
| 1948 |
| '    |
| 1949 |
| '    |

## Filme americane
1940
- The Bank Dick
- The Ghost Breakers
- Go West
- The Great Dictator
- The Great McGinty
- His Girl Friday
- The Invisible Woman
- My Favorite Wife
- My Little Chickadee
- One Night in the Tropics
- The Philadelphia Story
- The Shop Around the Corner

1941
- Andy Hardy's Private Secretary
- Ball of Fire
- The Big Store
- The Bride Came C.O.D.
- Buck Privates
- The Devil and Miss Jones
- The Flame of New Orleans
- Here Comes Mr. Jordan
- The Lady Eve
- Never Give a Sucker an Even Break
- Topper Returns

1942
- Highways by Night
- The Man Who Came to Dinner
- The Palm Beach Story
- Rio Rita
- Road to Morocco
- Ship Ahoy
- Tales of Manhattan
- The Talk of the Town
- There's One Born Every Minute
- To Be or Not to Be
- Woman of the Year
- You Were Never Lovelier

1943
- A Lady Takes a Chance
- Crazy House
- Du Barry Was a Lady
- Government Girl
- Heaven Can Wait
- Hello Frisco, Hello
- Hit the Ice
- I Dood It
- Mr. Lucky
- The More the Merrier
- A Night to Remember
- Slightly Dangerous
- They Got Me Covered
- Thousands Cheer
- Two Weeks to Live
- Whistling in Brooklyn

1944
- Arsenic and Old Lace
- Hail the Conquering Hero
- Lady in the Dark
- The Miracle of Morgan's Creek
- Private Hargrove
- Sensations of 1945
- Standing Room Only

1945
- Along Came Jones
- The Bullfighters
- Eadie was A Lady
- The Horn Blows at Midnight
- Lady on a Train

1946
- Angel on My Shoulder
- The Great Morgan
- Little Giant
- Lover Come Back
- Monsieur Beaucaire
- A Night in Casablanca
- The Time of Their Lives
- Vacation in Reno
- Without Reservations

1947
- The Bachelor and the Bobby-Soxer (AKA Bachelor Knight)
- Buck Privates Come Home
- Christmas Eve
- The Egg and I
- The Farmer's Daughter
- Magic Town
- Miracle on 34th Street
- Monsieur Verdoux
- Road to Rio
- The Sin of Harold Diddlebock
- Suddenly, It's Spring
- The Voice of the Turtle
- Where There's Life

1948
- Abbott and Costello Meet Frankenstein
- The Emperor Waltz
- A Foreign Affair
- June Bride
- Mr. Blandings Builds His Dream House
- The Noose Hangs High
- The Paleface
- Sitting Pretty
- Variety Time
- One Touch of Venus

1949
- Adam's Rib
- Africa Screams
- Holiday Affair
- I Was a Male War Bride
- It's a Great Feeling
- My Friend Irma

## Filme britanice
- Back-Room Boy (1942)
- The Black Sheep of Whitehall (1941)
- Blithe Spirit (1941)
- Caesar and Cleopatra (1945)
- Crook's Tour (1941)
- The Frozen Limits (1940)
- Gasbags (1940)
- The Ghost of St Michaels (1941)
- The Goose Steps Out (1942)
- Hue and Cry (1946)
- It's Not Cricket (1948)
- ITMA (1943)
- Kind Hearts and Coronets (1949)
- Let George Do It (1941)
- Major Barbara (1941)
- My Learned Friend (1943)
- On Approval (1943)
- Passport to Pimlico (1949)
- Somewhere in England (1940) (and subsequent series)
- Whisky Galore! (1948)

## Comedie horror
1940
- The Ghost Breakers

1941
- The Smiling Ghost

1944
- Zombies on Broadway

1948
- Abbott and Costello Meet Frankenstein

1949
- Abbott and Costello Meet the Killer, Boris Karloff

## Comedie dramă
- Seven Gibbers (1940)
- That Gang of Mine (1940)
- Tugboat Annie Sails Again (1940)
- The Amazing Mrs. Holliday (1943)
- Salute to the Marines (1943)
- Three Wise Fools (1946)
- To Live in Peace (1947)